# 토마스 바네크
토마스 바네크(독일어: Thomas Vanek, 1981년 7월 18일 ~ )는 오스트리아의 은퇴한 아이스하키 선수이다. 포지션은 레프트윙으로 오스트리아 역사상 최고의 아이스하키 선수로 꼽힌다. 현역 시절에 내셔널 하키 리그(NHL)에서 프로 경력을 보냈으며, 1000경기 이상 출전했다. 청소년기에 미국으로 건너가 현지 유스 리그와 NCAA 아이스하키 리그에서 뛰며, 아이스하키 경험을 쌓았다. 2003년 NHL 드래프트에서 전체 5위로 버펄로 세이버스의 지명을 받았으며, 이는 역대 오스트리아 선수 중 가장 높은 순위이다.
NHL에서는 자신의 지명팀인 버펄로 세이버스에서 9시즌 동안 활동하여 팀의 부주장과 주장을 맡았다. 이후 뉴욕 아일런더스, 카나디앵 드 몽레알, 미네소타 와일드, 디트로이트 레드윙스, 밴쿠버 커넉스, 콜럼버스 블루재키츠에서 활약했고, 총 14시즌 동안 NHL에서 활동했다.
오스트리아 아이스하키 국가대표팀의 일원으로 활약했으며, 2014년 동계 올림픽에 오스트리아 대표로 참가했고, 세계 선수권 대회에 총 4회 출전했다.